# Douglas XTB2D Skypirate
Le Douglas TB2D Skypirate était un bombardier-torpilleur prévu pour les porte-avions de classe Midway et Essex de l'US Navy. Il était trop grand pour le pont des porte-avions antérieurs. Seuls deux prototypes furent construits, le concept de bombardier dédié uniquement au torpillage devenant obsolète. La Seconde Guerre mondiale touchant à sa fin, on considéra ce modèle inutile et le projet fut annulé.

## Origine
Dans la deuxième moitié des années 30, Douglas développe pour l'US Navy le bombardier -torpilleur Douglas TBD Devastator. Cet appareil est déjà obsolète lors de l'entrée en guerre des Etat-unis, et reste associé à l'hécatombe qu'il subit pendant la bataille de Midway. La conception d'un bombardier-torpilleur bien plus performant, avec des capacités auxiliaires de reconnaissance et de bombardement horizontal, est lancée en 1942, en réponse à un appel d'offres de l'US Navy qui le destine à sa future classe de grands porte-avions (la future Classe Midway. Le projet est d'abord appelé Devastator II.

## Caractéristiques
Le Skypirate est un appareil massif : avec une masse maximale au décollage de près de 16 tonnes, c'est le plus gros avion monomoteur à piston qui ait jamais décollé d'un porte-avion. L'US Navy ne s'attendait d'ailleurs pas à ce qu'un constructeur propos un mono-moteur, la charge et l'autonomie demandés par le cahier des charges correspondant plutôt à un bimoteur. Le Skypirate est d'ailleurs plus lourd que bien  des bombardiers bimoteurs de la guerre (Mosquito, Douglas A-26 Invader, etc). Son moteur est un Pratt & Whitney R-4360 "Wasp Major", un moteur radial 28 cylindres en quatre étoile, qui n'est encore qu'un projet quand Douglas soumet sa proposition à la Navy. Il entraine deux hélices contra-rotatives à quatre pales. Comme beaucoup de bombardier-torpilleurs, il a trois membres d'équipage : un pilote, un opérateur torpille et radio-opérateur, et un mitrailleur utilisant l'affut mitrailleurs tourné vers l'arrière.   L'armement est extrêmement lourd : alors que le norme est qu'un bombardier-torpilleurs n'emporte qu'une torpille, le Skypirate peut décoller d'un porte-avion avec deux torpilles Mark 13, et même en emporter quatre quand il décolle d'une piste sur la terre ferme.

## Retards, désintérêt, abandon
Le programme prend du retard, notamment parce que l'avion doit attendre la disponibilité du moteur R-4360 encore en développement. Ce n'est qu'au début 1945 qu'un R-4360 est affecté au prototype, qui vole le 13 mars. A cette date, l'abandon du programme a déjà été évoqué, n'ayant plus vraiment de raison d'être. La guerre approche de sa fin, le Japon n'a presque plus de flotte de surface. Par ailleurs, l'arrivée des avions à réaction remet en cause ce projet, comme tous les autres avions à hélices en développement. D'un point de vue plus doctrinal, l'US Navy ne pense plus avoir besoin d'un appareil dédié comme bombardier-torpilleur, préférant des avions plus polyvalents. De plus, la construction des porte-avions de classe Midway est elle aussi en retard. La commande est annulée et les deux prototypes sont feraillés en 1948.

## Avions comparables
Bombardier-torpilleurs monomoteurs embarqués de la fin de la seconde guerre mondiale  :
- Fairey Spearfish
- Grumman TBF Avenger
- Nakajima B6N